# Голянка (Малопольское воеводство)
Голя́нка (пол. Golanka) — село в Польше в гмине Громник Тарнувского повета Малопольского воеводства.

## География
Село находится в 22 км от административного центра повета города Тарнува и 80 км от центра воеводства города Краков.

## История
C 1975 по 1998 год село входило в Тарновское воеводство.